# Hahnerberg
Hahnerberg [haːnɐˈbɛʁk] ist eine alte Ortsbezeichnung im westlichen Stadtgebiet von Wuppertal, im Stadtteil Cronenberg, und ist gleichzeitig Namensgeber für das Wohnquartier Hahnerberg. Erste urkundliche Erwähnung mit "up dem Hayn" gab 1352.

## Etymologie
Der Namensbestandteil „Hahn“ (entstanden aus „Hag“) bei Hahnerberg kommt in mehreren benachbarten Ortsteilen (Küllenhahn, Theishahn, Wolfshahn) vor, aber bedeutete anfänglich nicht Wald, diese Bedeutung aber später annahm. Hahnerberg heißt also "bewaldeter Berg".

## Topografie
Im Nordwesten und Westen des Hahnerbergs liegt das Tal des Burgholzbaches mit seinen zahlreichen Nebenbächen. Die bewaldeten Hänge gehören zum Staatsforst Burgholz. Südlich von Hahnerberg liegt das Zentrum Cronenbergs, im Osten liegt das unter Naturschutz stehende Gelpetal. Im Norden, auf den Südhöhen, endet der Burgholztunnel, und die Landesstraße 418 (L 418) führt nach Norden zum Wuppertaler Stadtteil Ronsdorf. Von der L 418 führt die Landesstraße 427 (L 427) nach Süden, bis ins Zentrum Cronenbergs.

## Bauwerke
Die Kuppe des Hahnerbergs ist vollständig mit Wohnsiedlungen bebaut.
Von 1955 bis 1985 gab es hier ein Kloster der Kreuzbrüder.